# Эионей
Эионей (др.-греч. Ἠιονεύς) — имя ряда персонажей древнегреческой мифологии.
- Ахеец, упомянутый в «Илиаде»: его убил Гектор под Троей[1][2].
- фракиец, отец Реса[3], убитый Неоптолемом при взятии Трои. Его труп был изображён Полигнотом на одной из картин, выставленных в Дельфах[4][5];
- Сын Магнета и Филодики, один из женихов Гипподамии, убитых её отцом, царём Писы Эномаем, во время гонки на колесницах. Его голову, как и головы остальных женихов, Эномай прибил к дверям своего дворца. Эионей упоминается в «Каталоге женщин» Гесиода[6][7];
- Перребиянин, отец Дии, жены Иксиона. Был убит своим зятем, и это стало первым убийством члена семьи[8][9];
- Сын Протея, отец фригийского царя Диманта[10].